# 西条小松太陽光発電所
西条小松太陽光発電所（さいじょうこまつたいようこうはつでんしょ）は、愛媛県西条市氷見にある太陽光発電所。太陽光発電所が設置される前は、小松ゴルフ場が立地していた。

## 概要
今治造船と、敷地を所有していた檜垣産業、伊藤忠商事が共同で2013年10月から太陽光パネル約13万4千枚を設置。2015年6月25日に完成し全面稼動を開始した。敷地は、檜垣産業が2015年まで小松ゴルフ場を経営していたが、かつては愛媛地方航空機乗員養成所という海軍航空隊基地であった。
設備容量は約33・79メガワットで、四国で最大のメガソーラーになる。発電した電力は、再生可能エネルギーの固定価格買い取り制度に基づき、四国電力に20年間、全量を売電する。
今治造船は、この他に西条工場東ひうち事業部内（西条東ひうち太陽光発電所）、香川県丸亀市の多度津事業本部でも太陽光発電を行っている。

## 発電設備
- 所在地：愛媛県西条市氷見甲222番地
- 敷地面積：約400,000㎡
- パネル：約134,000枚（シャープ製）
- 発電能力：約33.79MW
- 初年度年間発電量：約37,000,000kWh（一般家庭 約10,000世帯の年間電力使用量に相当）
- 年間二酸化炭素削減効果：約17,000t
- 施工：JFEテクノス
- 発電開始：2014年12月

## 沿革
- 2013年10月 - 建設開始。
- 2015年6月 - 全面稼動を開始。